# 藤家洋一
藤家 洋一（ふじいえ よういち、1935年 - ） は、日本の工学者。東京工業大学名誉教授。民間人初の原子力委員会委員長を務めた。

## 人物・経歴
兵庫県生まれ。1958年東京大学理学部物理学科卒業。1960年東京大学大学院数物系研究科物理学専門課程修士課程修了。1963年東京大学大学院数物系研究科電気工学専門課程博士課程修了。1968年大阪大学工学部原子力工学科助教授。1978年原子力安全委員会原子炉安全専門審査会審査委員。1980年名古屋大学プラズマ研究所（現自然科学研究機構核融合科学研究所）教授。1985年原子力安全委員会専門委員。1986年東京工業大学原子炉工学研究所教授。1989年東京工業大学原子炉工学研究所所長、原子力安全委員会原子炉安全専門審査会会長代理。1993年原子力安全委員会原子炉安全審査会会長。1995年原子力委員会委員。1996年東京工業大学名誉教授。1998年原子力委員会委員長代理。2001年原子力委員会委員長。2002年広島大学学術顧問。2006年秋の叙勲で旭日重光章受章。2009年青森県原子力行政に関する顧問。

## 著書
- 『21世紀社会と原子力文明 : 宇宙エネルギーをつくる』日本電気協会新聞部電気新聞事業開発局 1992年
- 『原子力-総合科学技術への道』日本電気協会新聞部電気新聞事業開発局 1995年
- 『原子力タイムトラベル』ERC出版 1998年
- 『リサイクル文明が求める原子力 : その全体像と長期展望』日本電気協会新聞部 1998年
- 『核燃料サイクル : エネルギーのからくりを実現する』（石井保と共著）ERC出版 2003年
- 『原子力 : 自然に学び、自然を真似る』ERC出版 2005年
- 『原子力の本当の話 : 利用より調和の原子力文明 : 元・原子力委員長の提言する原子力・次世代未来論』産経新聞出版 2013年